# Pinzell
|  | Per a altres significats, vegeu «Pinzell (planta)». |

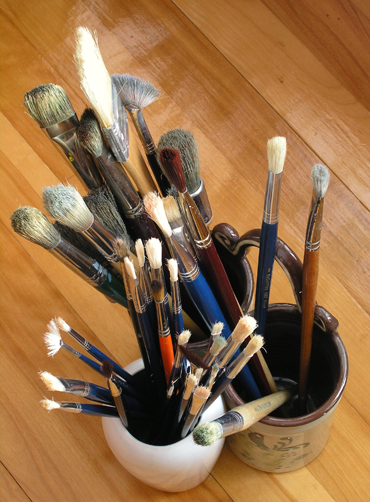
Diferents tipus de pinzell

El pinzell és un instrument format per un feix de filaments que poden ser de materials diversos, usualment pèls, fixats a l'extrem d'un mànec de fusta per una virolla i que té la propietat de retenir líquids de diferents densitats. Es fa servir normalment per estendre pintura o cola amb precisió variable sobre una superfície.